# Lynn Haven
Lynn Haven város az Amerikai Egyesült Államok Florida államában, Bay megyében. Lakosainak száma 18 695 fő (2020. április 1.).

## Népesség
A település népességének változása:

| 2010 | 18 493 |
| 2020 | 18 695 |